# Джон Кристофер
Сэмюэл Йоуд (англ. Samuel Youd; родился 16 апреля 1922, Ноусли — 3 февраля 2012, Бат) — британский писатель-фантаст второй половины XX — начала XXI века.
Издавался под рядом псевдонимов, наиболее известный из которых — Джон Кристофер (John Christopher). Автор постапокалиптического романа «Смерть травы» и тетралогии «Триподы». В своем творчестве ему удалось сочетать жанр научной фантастики со стилистикой классической английской литературы.

## Биография
Родился в городке Ноусли графства Ланкашир, получил начальное образование в школе Питера Саймондса (ныне колледж Питера Саймондса) в графстве Винчестер.
Воевал во Второй мировой войне в составе королевского корпуса связи. После войны начал карьеру писателя с публикации в 1949 году романа «Зимний лебедь» (The Winter Swan). В 1950-х годах приобрёл широкую известность благодаря научно-фантастическим романам «Год кометы» (1955) и «Смерть травы» (1956). Последний, повествующий о последствиях глобальной экологической катастрофы, был экранизирован в 1970 году режиссёром Корнелом Уайлдом.
Наибольший коммерческих успех автору принесла выпущенная в 1967—1968 годах трилогия «Триподы» (позднее дополненная до тетралогии опубликованным в 1988 году приквелом), в которой повествуется о гибели и восстановлении из руин человеческой цивилизации. Трилогия была экранизирована британским и австралийским телевидением в 1984—1985 гг.
Умер 3 февраля 2012 года в Бате, Англия.